# 倫敦大學
伦敦大学（缩写为 UoL，Lond 或 Londin）是一所位于英国伦敦的联邦制公立研究制大学。擁有多個行政獨立的學院，為世界上规模最大的大学之一，倫敦大學的成員機構必須遵守和履行倫大的規定，有些成員具備高度自治權力，不受某些規定所限制。

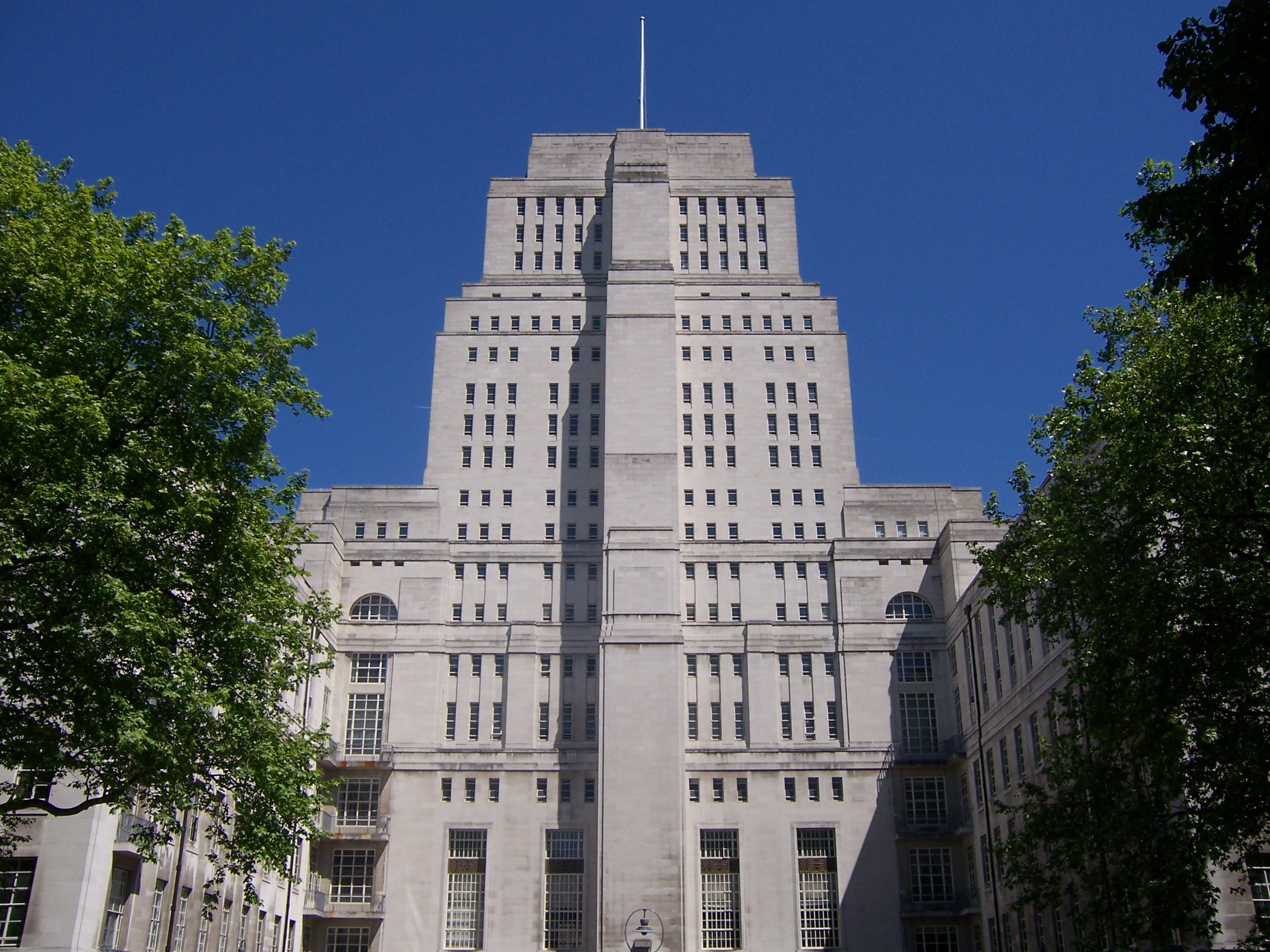
理事會大廈由英國建築師查爾斯·霍頓设计，是倫敦大學中央管理機構和图書館所在地

1836年倫敦大學由倫敦大學學院和倫敦國王學院兩校成立，迄今經歷多所成員的加入和離開，2007年倫敦帝國學院脫離倫敦大學。倫敦大學目前有17所現役成員，學院們各自運作。倫敦大學的學院在自主權上有差異，少數成員擁有高度的自主權，屬於可用學院名義來頒授學位的「認可機構」（Recognised bodies），學院可自由選擇在學位證書上使用倫敦大學（"University of London"）之名或學院之名來頒授學位，如倫敦政經學院、倫敦大學學院在2008年起，上述兩間學院己選擇使用學院名義來頒授學位。
多數的學院必須以「倫敦大學」之名頒發學位的「指定機構」（Listed bodies），即其證書必須以倫敦大學之名頒發（"University of London"）；17個成員裡，例如倫敦商學院、倫敦大學皇家霍洛威學院、倫敦衛生與熱帶醫學院等雖然是同時持有可頒發學位的皇家特許狀和同屬倫敦大學的成員學院，但以上三間學院直至2021年依然使用倫敦大學名義頒授學位。
截至2015年，全世界约有200万伦敦大学校友，包括12位君主或皇室成员，世界上60多位总统或首相（包括1位英国首相），85位诺贝尔奖得主，5位菲尔兹奖得主，4位图灵奖得主，6位格莱美奖得主，2位奥斯卡奖得主，3位奥运金牌得主和一些国家的「国父」。
2017年，伦敦大学学院全球MBA课程（由伦敦大学玛丽皇后学院学术指导）启动，可以在全球各地区的附属本地教学中心或在线学习。可以获得的学位是MBA学位（工商管理硕士）。

## 成員學院
倫敦大學裡，有伦敦大学学院、伦敦国王学院、伦敦商学院、伦敦政治经济学院、倫敦大學伯貝克學院、倫敦大學金匠学院、倫敦大學皇家霍洛威學院、倫敦大學瑪麗王后學院、倫敦大學亞非學院、倫敦大學城市聖佐治學院等，而倫敦帝國學院於2007年正式脫離倫敦大學聯邦。

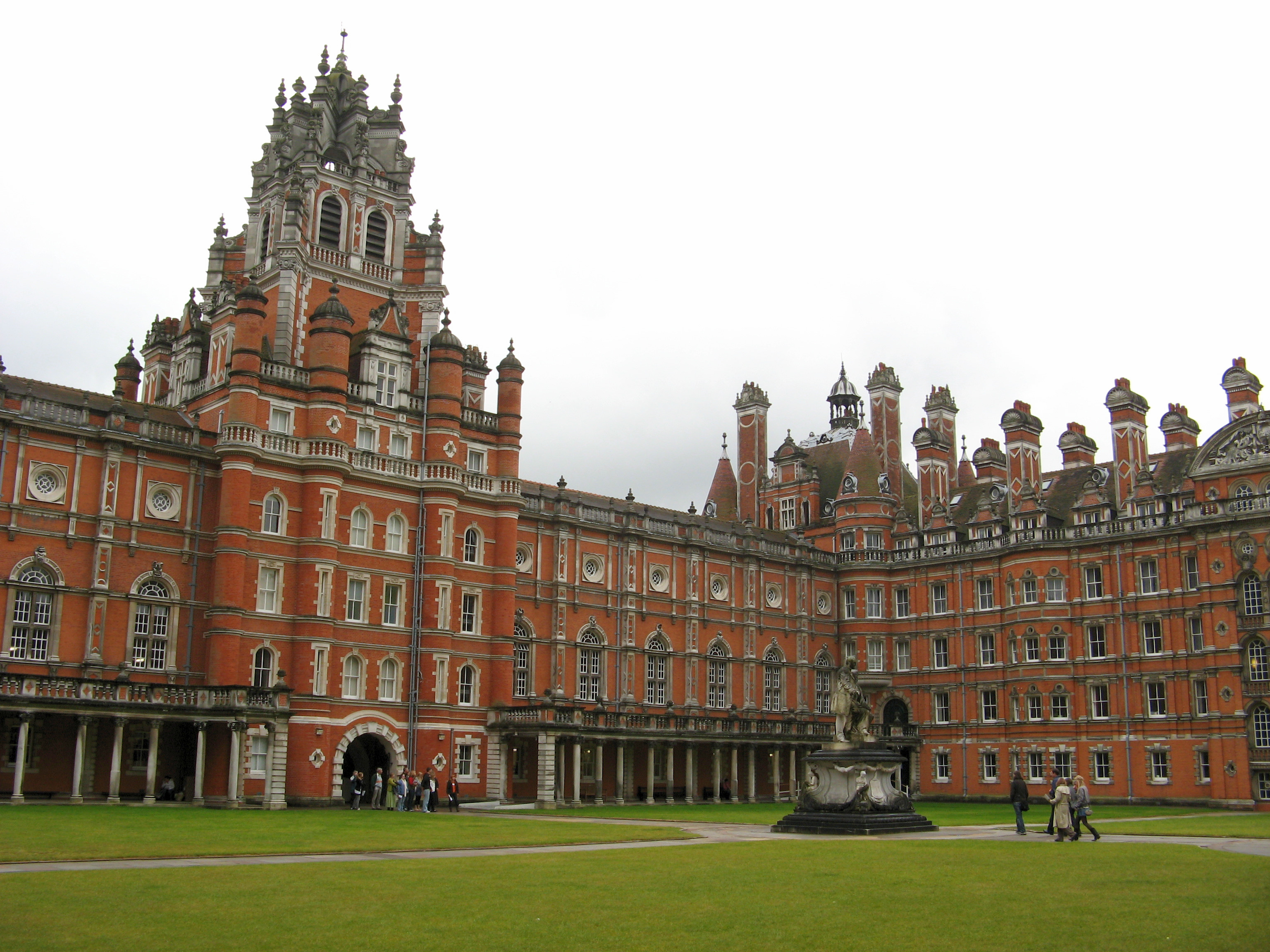
倫敦大學皇家霍洛威学院

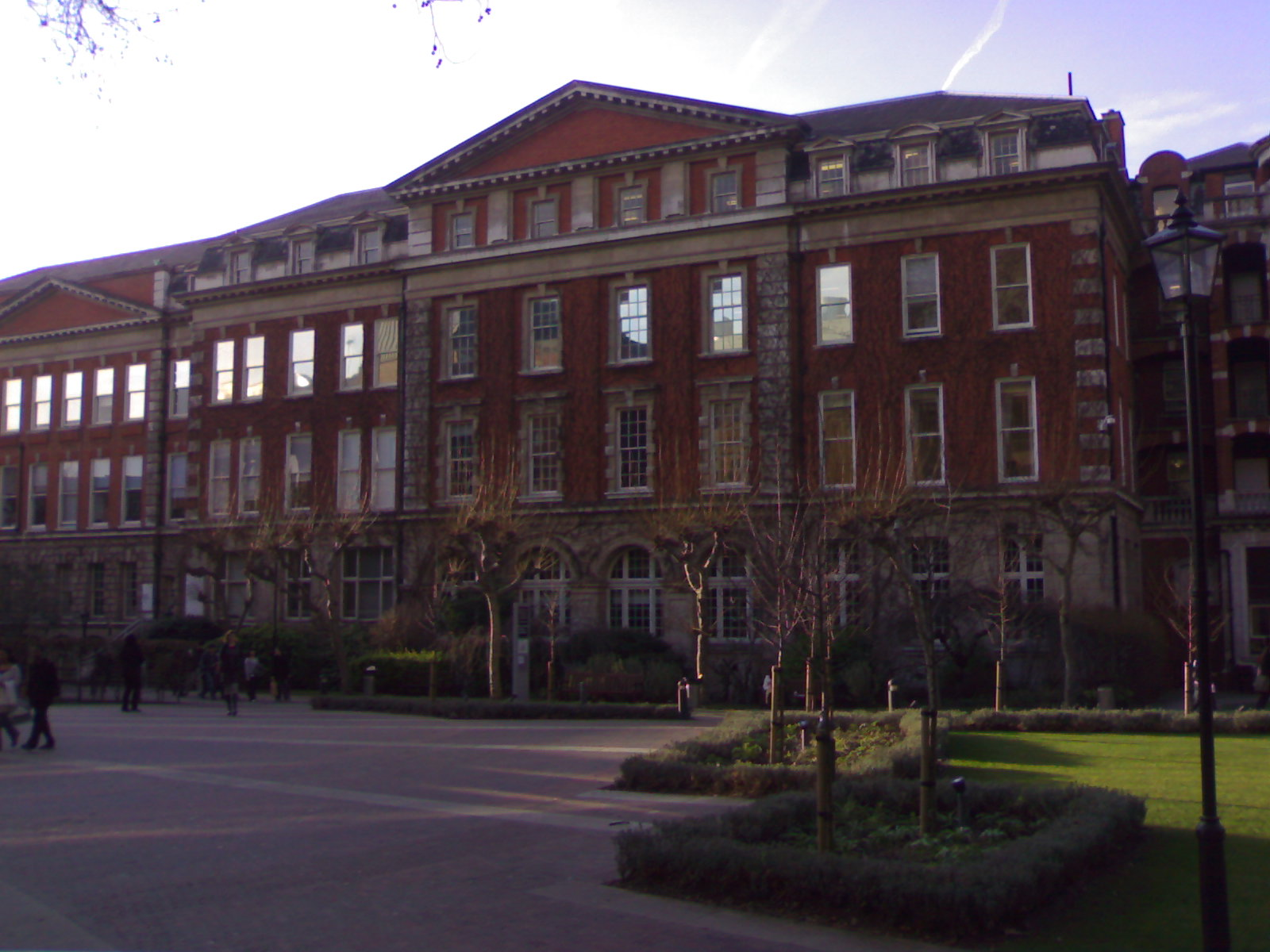
伦敦国王学院

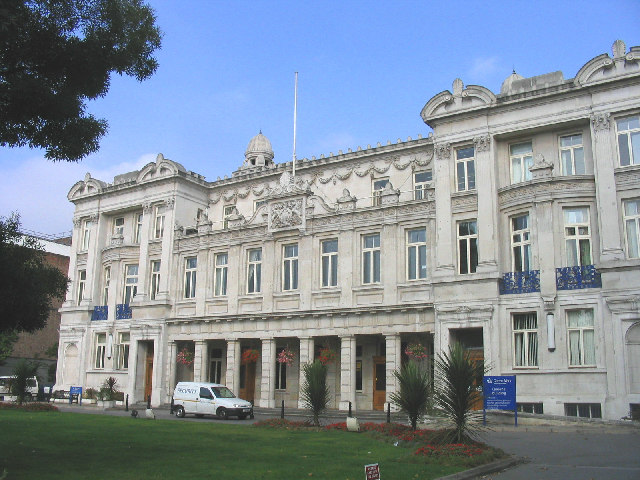
伦敦大學玛丽王后學院

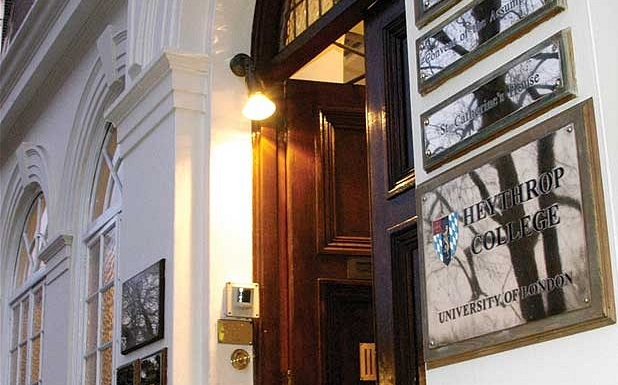
哲學及神學專科學院

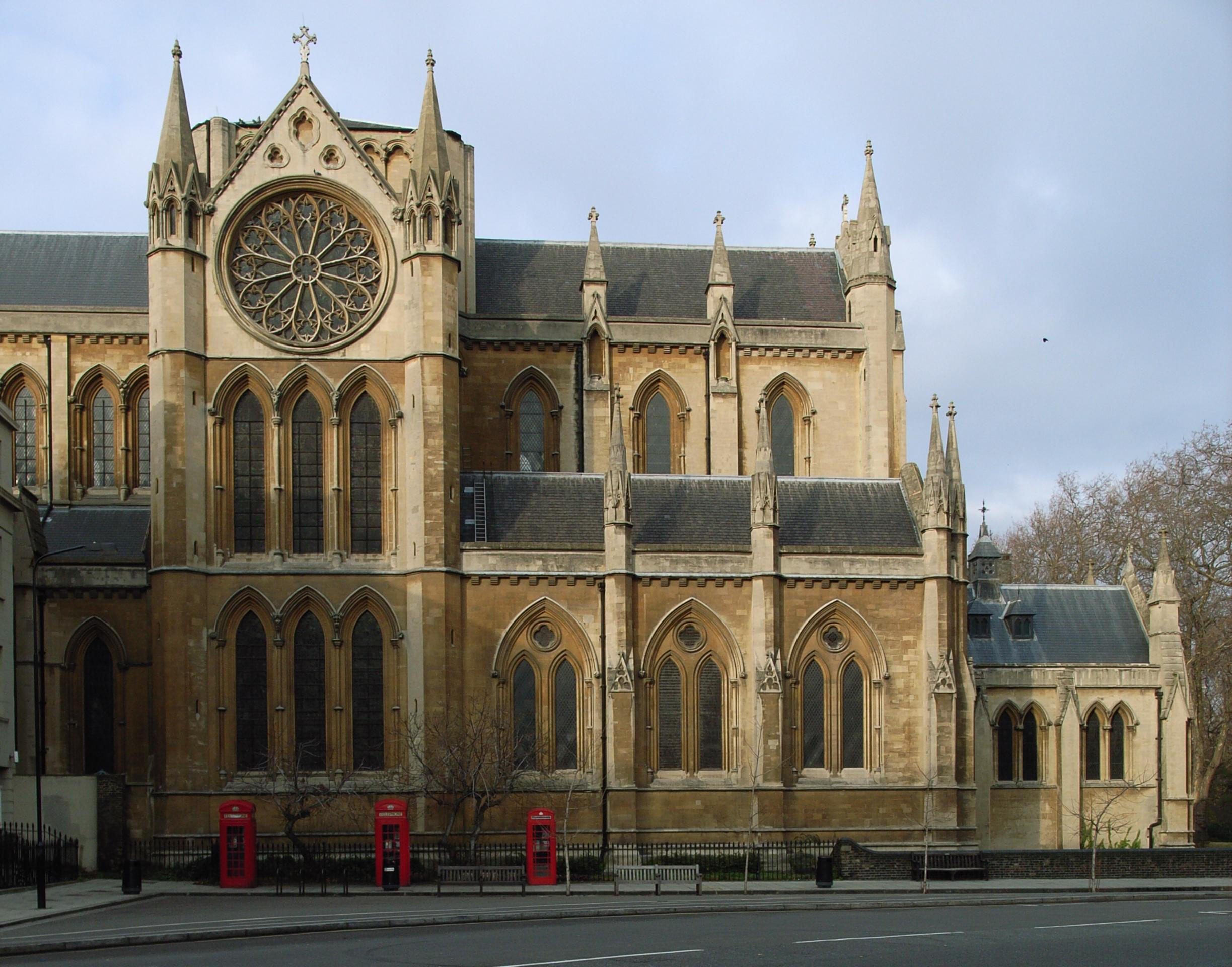
校內教堂

### 目前成員
| 學院名稱                                   | 加入年份             | 图片                                 | 学生人数 |
| ------------------------------------------ | -------------------- | ------------------------------------ | -------- |
| 倫敦商學院（LBS）                          | 1964                 | Sammy Ofer Centre                    | 2,075    |
| 倫敦政治經濟學院（LSE）                    | 1900                 |                                      | 11,850   |
| 倫敦大學布魯內爾學院（BUL）                | 2024                 |                                      | 14,790   |
| 倫敦衛生與熱帶醫學院（LSHTM）              | 1924                 |                                      | 1,170    |
| 倫敦大學學院（UCL）                        | 1836（創校成員學院） |                                      | 41,180   |
| 倫敦國王學院（KCL）                        | 1836（創校成員學院） | The Maughan Library                  | 32,895   |
| 癌症研究院（ICR）                          | 2003                 |                                      | 265      |
| 科陶德藝術學院（CIA）                      | 1932                 |                                      | 495      |
| 皇家音樂學院（RAM）                        | 2003                 |                                      | 880      |
| 中央演講和戲劇學院（RCSSD）                | 2005                 |                                      | 1,055    |
| 皇家兽医学院（RVC）                        | 1915                 |                                      | 2,525    |
| 倫敦大學亞非學院（SOAS）                   | 1916                 |                                      | 5,800    |
| 倫敦大學伯貝克學院（BBK）                  | 1920                 |                                      | 11,390   |
| 倫敦大學皇家霍洛威學院（RHUL）             | 1900                 |                                      | 11,040   |
| 倫敦大學城市聖佐治學院（City St George's） | 1838                 | The Grade II listed College Building | 24,900   |
| 倫敦大學瑪麗王后學院（QMUL）               | 1915                 |                                      | 20,560   |
| 倫敦大學金匠學院（GUL）                    | 1904                 |                                      | 10,410   |

### 中央學術機關
- 伦敦大学巴黎校區（University of London Institute in Paris）
- 高级研究学院（School of Advanced Study）包括以下研究所：
  - 高级法律研究所
  - 古典研究所
  - 英联邦研究所
  - 英语研究所（包括手稿和印刷研究中心）
  - 日尔曼语言研究所
  - 历史研究所
  - 拉丁美洲研究所
  - 罗曼语研究所
  - 美国研究所
  - 沃伯格研究所
- 米尔港大学海洋生物学研究站

### 過去的學校
- 倫敦帝國學院：於2007年独立
- 贝德福德学院：於1985年併入伦敦大学皇家哈洛威學院
- 切尔西科技学院：於1985年併入倫敦国王学院
- 伊丽莎白女王学院：於1985年併入倫敦国王学院
- 西菲尔德学院：於1989年併入倫敦大學瑪麗王后學院
- 精神病學研究院：於1997年併入倫敦国王学院
- 伦敦大学药学院：於2012年併入倫敦大學學院
- 倫敦大學學院教育研究院：於2014年併入倫敦大學學院
- 倫敦大學哲學及神學學院：於2019年正式關閉，未完成學業的研究生转入倫敦大學學院
- 倫敦大學城市學院：於2024年整併為倫敦大學城市聖喬治學院
- 倫敦大學聖喬治學院：於2024年整併為倫敦大學城市聖喬治學院

## 校友
倫敦大學总共培養出50多位国家总统和总理、85位诺贝尔奖得主及许多其他领域杰出人士。

## 延伸阅读
- Harte, Negley. . London: A&C Black. 2000. ISBN 9780567564498.
- Thompson, F. M. L. . London: A&C Black. 1990. ISBN 9781852850326.
- Willson, F. M. G. . London: Athlone Press. 1995. ISBN 9780485114799.
- Willson, F. M. G. . London: Boydell Press. 2004. ISBN 9781843830658.
- Rothblatt, Sheldon. . Cambridge University Press. 2006. ISBN 9780521025010.